# PSSh (航空機)
PSSh/ПСШ
- 用途：攻撃機
- 設計者：スホーイ設計局
- 製造者：ウラン・ウデ航空工場（ロシア語版）[1]（予定）
- 運用者：ロシア空軍（予定）
- 運用状況：開発中止
- 原型機：Su-25UB

PSSh（ロシア語: ПСШ）は、スホーイが開発していたSu-25の後継機である。PSShは、Perspektivnym Samoletom Shturmovikom（Перспективным Самолетом Штурмовиком）の略称で日本語に訳すと将来攻撃機となる。開発名称はШершень-ЭП（Shershen-EP：シェルシェン-EP、シェルシェンとは日本語でスズメバチのこと）。2020年までに運用に入る予定であったが、2016年に中断された。ロシア空軍の司令官であるビクトル・ボンダレフは2016年6月25日に将来的にこの計画の代わりとしてSu-34の派生型があてられる見込みであると発言した

## 開発
ロシア空軍では、2011年に次期攻撃機に関する要求案を提示、重装甲の単座機でレーダーや精密誘導兵器の運用能力を有しており、全天候性能を持つことが求められた。これに対しヤコブレフはYak-130の発展型Yak-131、スホーイはSu-25の発展型を提示した。2013年2月にYak-131は小型過ぎ、乗員防御の不足があることが要因となり選定から落ち、Su-25の発展型が選定された。選定を受け2013年秋、スホーイは、設計作業の実施のため2.1億ルーブルの融資を受けた。
2015年8月、この機体のための新しいエンジンが開発されていることが明らかとされた。
しかし、2016年4月にはPSShの開発が中断され、Su-25の更なる近代化型であるSu-25SM3が選択されたことが明らかとなった。

## 設計
機体は過去に開発されたSu-25TやSu-39と同様に複座型のSu-25UBをベースに後部座席を廃止して燃料タンクとする。これにより、作戦行動半径は1,000kmになるとされている。そのほかの構造的変化は最小限に留められ、エンジンに関しても換装されずR-195ターボジェットエンジンの発展型が搭載される可能性があった。
Su-25と比較して機体構造を強化することにより生存性が強化されたほか、武装の搭載量が6トンに増加し最大搭載状態でも最大5Gの機動が可能とする予定であった。飛行高度は大きく上昇し、11,000mまでの飛行が可能。シンプルな構造による高い信頼性、運用・整備性を備える。そのほか、さまざまな条件の滑走路での運用およびSTOL能力が持たせられ、レーダーに対するステルス性も付加されることとなっていた。
アビオニクスは一新され、航法システムを改良するほか、コックピットを近代化しヘルメットマウント照準システムも運用できるようにし、機首の照準システムは赤外線暗視装置とレーザー測遠機、高解像度のTVカメラを組み合わせた「SOLT-25」とする予定であった。また軍の要求には入っていなかったが、AESAレーダーも搭載されることになっており、機首の照準システムと9K121 ヴィーフリ超音速対戦車ミサイルとの組み合せにより4目標への同時攻撃能力を実現する見込みであった。また地対空ミサイルなどからの損失を低減するため、衛星誘導システムを含む新しい誘導兵器や高精度な長距離ミサイルなどの戦術的な武器のすべてを運用する能力が付加される予定であった。
将来的には、スホーイが開発している大型UCAVと連携しての運用が想定されていた。

## 仕様（予定値）
出典: 
諸元
- 乗員: 1名
- ペイロード: 6,000kg
- 全長:
- 全高:
- 翼幅:
- 動力: R-195 発展型 ターボジェットエンジン、   × 2

性能
- 実用上昇限度: 11,000m
- *作戦行動半径 1,000km
- 荷重 最大積載で5G